# Kington St Michael
Kington St Michael – wieś w Anglii, w hrabstwie Wiltshire. Leży 53 km na północny zachód od miasta Salisbury i 140 km na zachód od Londynu. W 2001 miejscowość liczyła 685 mieszkańców.